# Walter Bausenhart
Max Walter Bausenhart (* 20. Dezember 1907 in Neuhütten; † 30. März 1994 in Kiel) war ein deutscher Verwaltungsjurist und Ministerialdirigent.

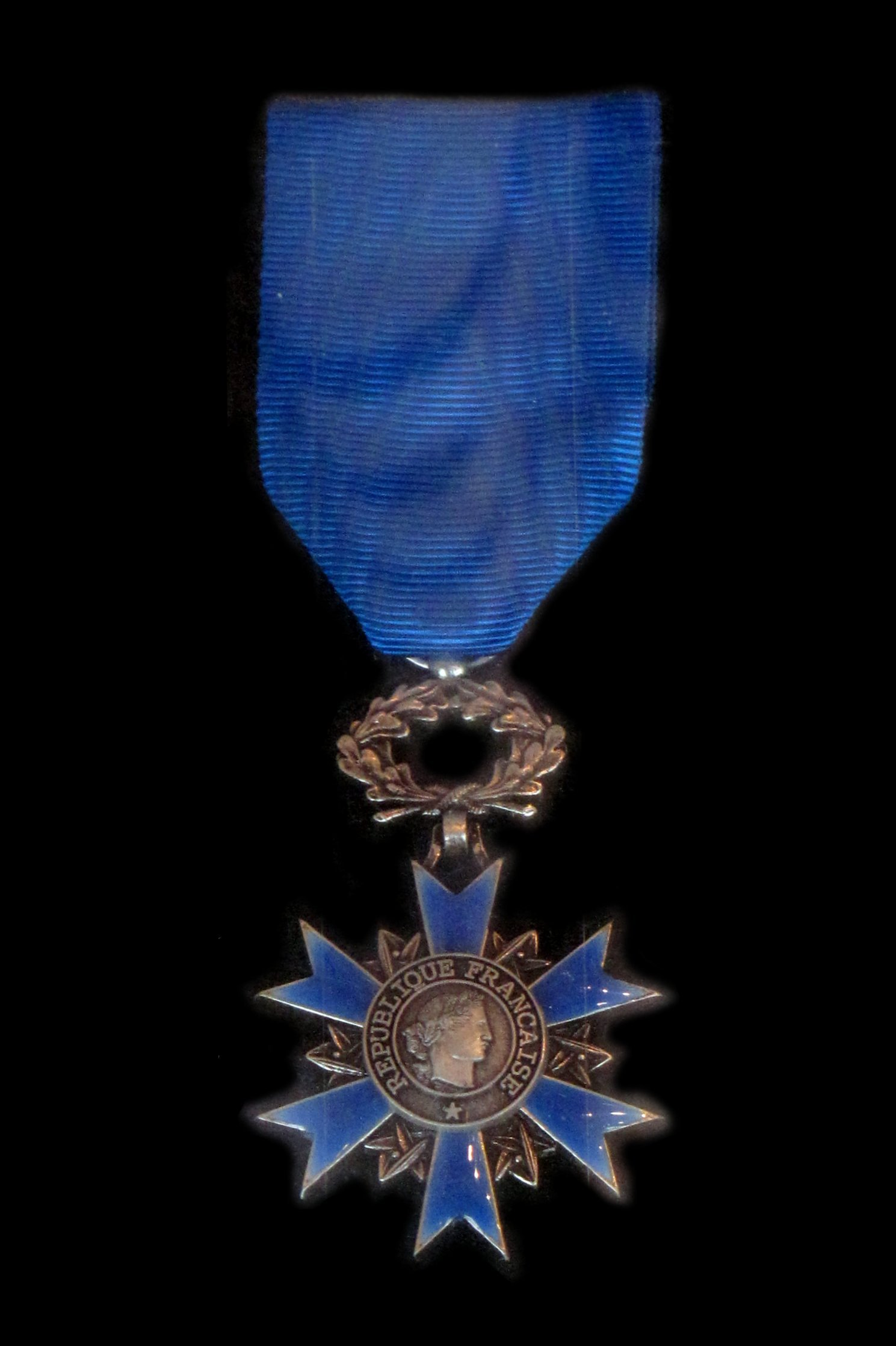
Bausenhart wurde 1968 mit dem Ordre national du Mérite ausgezeichnet.

## Leben
Nach dem Abitur am Dillmann-Gymnasium Stuttgart studierte Bausenhart an der Eberhard Karls Universität Tübingen sowie Ludwig-Maximilians-Universität München Rechtswissenschaften. Während des Studiums wurde er Mitglied der Studentenverbindung Landsmannschaft Schottland. 1933 promovierte er in Tübingen zum Dr. jur. Nach dem Assessorexamen wurde er zunächst in der württembergischen Bezirksverwaltung eingesetzt  und seit Mitte 1937 als Regierungsrat in der Kommunalabteilung des Stuttgarter Innenministeriums. Es folgte der Einzug zur Wehrmacht und die Teilnahme am Zweiten Weltkrieg. Nach der Entlassung aus der Kriegsgefangenschaft wurde er Oberregierungsrat im Innenministerium von Schleswig-Holstein in Kiel. Dort wurde er Leiter der Abteilung für Verfassung und Verwaltung. Seit Anfang der 1960er Jahre Ministerialdirigent im Ministerium für Arbeit, Soziales und Vertriebene. Hier wurde er Vertreter des Amtschefs sowie Leiter der Abteilung Vertriebene, Flüchtlinge und Kriegsbeschädigte. Später übernahm er die Leitung der Allgemeinen Abteilung. Danach war Bausenhart bis 1977 Bevollmächtigter für Konsularangelegenheiten beim Chef der Staatskanzlei. Von 1950 bis 1982 war er Herausgeber des Handbuchs für Schleswig-Holstein (genannt Der Bausenhart). Ferner begründete er die Loseblattsammlung Landesrecht in Schleswig-Holstein.

## Auszeichnungen
- 1960 Verdienstorden der Republik Kamerun
- 1968 Chevalier de l’Ordre national du Mérite
- 1971 Bundesverdienstkreuz I. Klasse

## Werke
- Augenscheinseinnahme und Durchsuchung im geltenden Strafprozeßrecht und in den Entwürfen. Dissertationsschrift, Tübingen, 1933.
- Die Wahlen in Schleswig-Holstein zum Bundestag, zum Landtag und zu den Gemeinde- und Kreisvertretungen. Deutscher Fachschriften-Verlag, 1962.